# Cavriago
Cavriago este o comună în Provincia Reggio Emilia, Italia. În 2011 avea o populație de 9705 de locuitori.

## Demografie
Cavriago - evoluția demografică

|  | Graficele sunt indisponibile din cauza unor probleme tehnice. Mai multe informații se găsesc la Phabricator și la wiki-ul MediaWiki. |

Date: Recensăminte sau birourile de statistică - grafică realizată de Wikipedia

## Personalități născute aici
- Orietta Berti (n. 1943), cântăreață.